# São Paulo
 Denne artikel omhandler byen São Paulo. Opslagsordet har også en anden betydning, se São Paulo (delstat).
São Paulo ['sãu̯ 'pau̯lu] (portugisisk for apostlen Paulus) er hovedstad i São Paulo-delstaten i Brasilien. Byen er det vigtigste økonomiske, finansielle og kulturelle centrum, såvel som trafikknudepunkt i landet. Det finansielle centrum er på Paulista Avenue.
São Paulo er det største industrielle område i Latinamerika. Med 12 millioner indbyggere i 2017 er byen en af verdens største byer, og den største by på den sydlige halvkugle.
São Paulo blev grundlagt 25. januar 1554 af portugisiske missionærer fra Jesuiterordenen, der stiftede Colégio de São Paulo de Piratininga for at kristne den indfødte tupi-guarani-befolkning.
São Paulo blev officielt en by først i 1711. Dyrkning af kaffe medførte opgangstider i 1800-tallet, især fordi kaffeplantagerne lå på egnen ved havnebyen Santos, den gang landets vigtigste eksporthavn. Efter 1881 ankom indvandrere i bølger, især fra Italien og Japan, men også fra andre lande. Her findes den største japanske befolkning udenfor Japan. I starten tog indvandrerne arbejde på de store kaffeplantager.
Centralt i São Paulo ligger den 2 km² store Ibirapuera Park med en lang række kulturelle institutioner, museer, planetarium og uddannelsesinstitutioner i og omkring parken.
Byen har flere store fodboldklubber og stadions. De største klubber er São Paulo FC, som har hjemme på Morumbi med plads til 80.000 tilskuere; Corinthians, der spiller på VM-stadionet Itaqueirao; og Palmeiras, der har hjemme på byens nyeste stadion Allianz Parque.
Blandt disse klubber har både Sao Paulo FC og Corinthians vundet verdensmesterskaberne for klubhold, over henholdsvis Liverpool og Chelsea fra England.